# Haley Joel Osment
Haley Joel Osment (Los Ángeles, 10 de abril de 1988) es un actor estadounidense de cine y televisión.
Tras interpretar papeles secundarios durante la década de 1990, incluida una pequeña aparición en Forrest Gump como el hijo del personaje de Tom Hanks, Osment saltó a la fama mundial con su interpretación de Cole Sear en la película El sexto sentido, que le valió una nominación al Óscar como Mejor Actor de Reparto. Posteriormente, apareció en papeles principales en producciones de Hollywood como A.I. Inteligencia artificial, de Steven Spielberg, y Pay It Forward, de Mimi Leder. Hizo su debut en Broadway en 2008 en una reposición de American Buffalo, coprotagonizada por John Leguizamo y Cedric the Entertainer.Aparte de ser la persona que pone voz a Sora de Kingdom Hearts.

## Biografía
Osment nació en Los Ángeles, California, hijo de Theresa (de soltera, Seifert), maestra, y Michael Eugene Osment, actor de teatro y cine, ambos nativos de Birmingham, Alabama. Osment fue criado bajo la religión católica. Tiene una hermana, la actriz Emily Osment, que es casi cuatro años menor. Los padres de Osment han descrito su infancia como una "buena educación sureña a la antigua". Su padre dijo que cuando Osment estaba aprendiendo a hablar, evitó deliberadamente usar lenguaje infantil cuando se comunicaba con su hijo.
Osment estudió en la Escuela Preparatoria Flintridge en La Cañada, California y cuando era niño, jugaba al baloncesto, fútbol y golf.

### Carrera

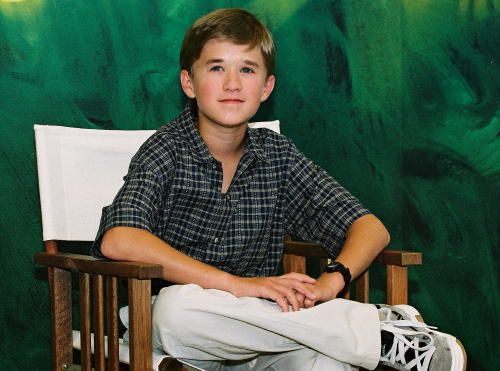
Osment en 2001.

La carrera de Haley Joel Osment comenzó a la edad de cuatro años cuando al visitar una tienda, sus padres lo inscribieron con un buscador de talentos. Llamado para una audición, se le pidió que describiera lo más importante que había visto en su vida; su descripción de una pantalla de cine IMAX lo ayudó a ganar un papel en un anuncio comercial de televisión de Pizza Hut. El comercial lanzó su carrera, y más tarde ese año protagonizó la comedia de televisión ABC Thunder Alley, su primer papel en una serie de televisión. Su primer papel cinematográfico fue Forrest Gump, en 1994. También tuvo un pequeño papel en otra película de 1994, Mixed Nuts. Durante el resto de la década de 1990, Osment desempeñó papeles regulares o recurrentes en varias series de televisión; incluyendo The Jeff Foxworthy Show y la temporada final de Murphy Brown, donde reemplazó a Dyllan Christopher como el hijo de Murphy.
Además, hizo numerosas apariciones como invitado en programas, incluyendo The Larry Sanders Show, Walker, Texas Ranger, Tocado por un ángel, Chicago Hop  y Ally McBeal. Apareció en la película de 1996 Bogus, junto a Whoopi Goldberg y Gérard Depardieu y en 1998 en los telefilms El Lago, así como I'll Remember April (1999), con su futuro compañero en The Sixth Sense, Trevor Morgan.
Osment alcanzó el estrellato en 1999, cuando apareció en The Sixth Sense, coprotagonizada por Bruce Willis. Por su interpretación de 'Cole Sear', un niño psíquico, Osment ganó el Premio Saturn a la mejor actuación de un actor más joven. También fue nominado para el Premio Oscar de la Academia al Mejor Actor de Reparto, convirtiéndose en el segundo intérprete más joven en recibir una nominación de la Academia por un papel secundario, pero perdió el voto final del Oscar a Michael Caine (con quien luego trabajaría, apareciendo juntos en Leones de segunda mano). Una de las líneas de Osment en El sexto sentido, "En ocasiones, veo muertos", se convirtió en una frase popular y con frecuencia se repite o parodia en los programas de televisión y en otros medios. La frase es la número 44 en la lista de 100 citas de películas del American Film Institute. Hizo tres apariciones menores (solo de voz) en la serie animada Family Guy en 2000 y 2001.
La ceremonia de los Premios de la Academia 2000 honró a otro futuro coprotagonista, Kevin Spacey, quien, junto con Helen Hunt, apareció en la próxima película de Osment, Pay It Forward (2000). Al año siguiente, apareció en la Steven Spielberg en A.I. Inteligencia artificial, consolidando su posición como uno de los principales actores jóvenes de Hollywood. Este papel le valió su segundo Premio Saturn al Mejor Actor Joven, y más aclamación crítica. Al revisar la película, el crítico Roger Ebert afirmó que: "Osment, que está en pantalla en casi todas las escenas, es uno de los mejores actores que ahora trabajan". En 2001, Osment protagonizó la película polaca, Edges of the Lord, como Romek. La película nunca se estrenó en cines en los Estados Unidos. Entre 2002 y 2003, Osment prestó su voz a películas como The Country Bears, The Hunchback of Notre Dame II y The Jungle Book 2, todas de Walt Disney Pictures. Regresó a la acción en vivo con la película de 2003, Secondhand Lions.
Osment prestó su voz a la serie de videojuegos Kingdom Hearts, proporcionando la voz de Sora, el personaje principal de la serie, y también Vanitas, un villano de la misma serie. Osment también expresó el personaje de Takeshi Jin en la versión en inglés de la serie de televisión de anime Immortal Grand Prix. Apareció en Home of the Giants, interpretando a un periodista de secundaria frente a Ryan Merriman y Danielle Panabaker. Posteriormente trabajó en Montana Amazon como actor y productor ejecutivo. La película fue protagonizada por Olympia Dukakis y debutó en los Festivales de Cine de Orlando y Big Apple en noviembre de 2010, ganando Mejor Película en este último. 

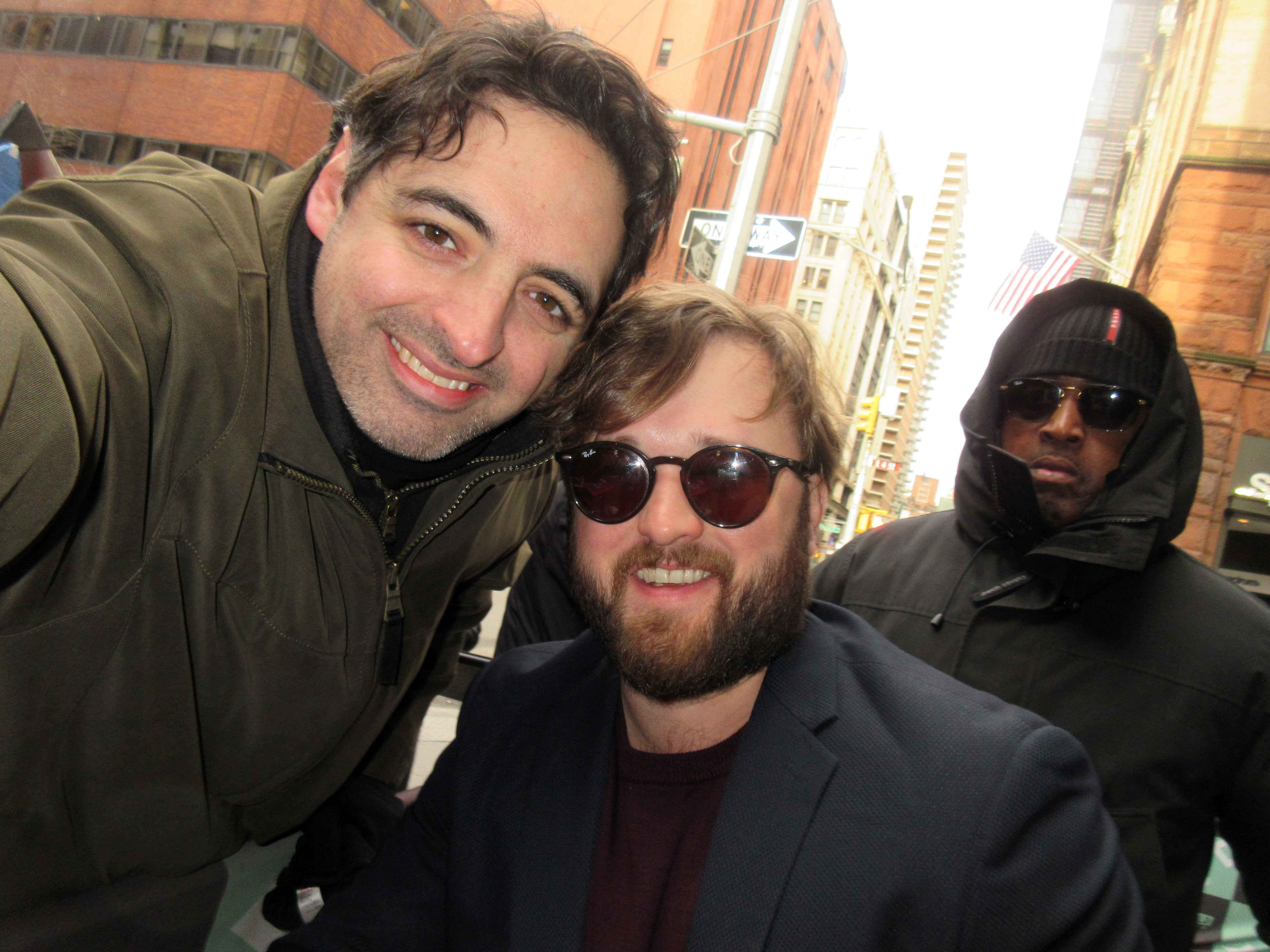
Osment en enero de 2019.

Osment hizo su debut en Broadway en el Teatro Belasco en noviembre de 2008 en el papel de "Bobby", un joven adicto a la heroína, en una nueva versión de David Mamet 's American Buffalo; coprotagonizada con John Leguizamo y Cedric the Entertainer. El programa se abrió a críticas mixtas, y se hizo una declaración provisional el 20 de noviembre de 2008, que se cerraría después de la primera semana. En 2010, Osment firmó para un papel principal en la película de comedia Sex Ed de MPCA, para interpretar a un graduado universitario que quiere enseñar geometría, pero termina siendo un maestro de educación sexual sin experiencia. En enero de 2011, Entertainment Weekly informó que Osment se había unido al elenco de Sassy Pants, una comedia sobre un educador en el hogar con una madre sobrecargada. 
Variety informó el 27 de junio de 2011 que Osment protagonizaría Wake the Dead, un recuento moderno de la historia de Frankenstein, cuya producción comenzará el último trimestre de 2011. A mediados de 2014, no había ningún estado publicado disponible. En 2013, apareció en una serie de episodios de Alpha House de Amazon. También coprotagonizó las miniseries de comedia de melodrama producidas por Will Ferrell y Adam McKay The Spoils of Babylon y The Spoils Before Dying para IFC. Kevin Smith se sumó al resurgimiento de la carrera de Osment con papeles en las dos primeras películas de su True North Trilogy, primero como Teddy Craft en Tusk y luego como una versión ficticia del periodista canadiense Adrien Arcand en Yoga Hosers.
En 2017, Osment desempeñó un papel recurrente en la temporada 4 de Silicon Valley de HBO como experto en realidad virtual y financiero tecnológico Keenan Feldspar. También en 2017, Osment hizo una aparición en la BBC America 's Top Gear Latina como uno de los invitados en el cuarto episodio de la temporada 1. En 2019, Osment tuvo un papel secundario en la película de Netflix Extremely Wicked, Shockingly Evil and Vile , protagonizada junto a Lily Collins mientras que su personaje Liz sigue el enjuiciamiento de Ted Bundy, quien es interpretado por Zac Efron. Osment también apareció como el personaje "Mesmer" en la serie de Amazon The Boys.

### Vida privada
Vive con sus padres y su hermana Emily Osment en Los Ángeles, California. En el verano de 2006, tras accidentarse en coche, fue detenido por conducir ebrio y por posesión de marihuana.
En abril de 2025, Osment fue arrestado en una estación de esquí en Mammoth Lakes, California, por intoxicación pública y posesión de una sustancia controlada, posteriormente identificada como cocaína. Durante su detención, fue captado por cámaras corporales de la policía utilizando insultos contra personas judías dirigidos al agente que lo arrestaba, hecho por el cual se disculpó posteriormente. Osment fue liberado tras el registro policial. El 2 de junio de 2025, compareció por estos hechos y fue condenado a asistir a tres reuniones semanales de Alcohólicos Anónimos durante seis meses, así como a mantener dos sesiones semanales con su terapeuta durante el mismo periodo.

## Filmografía

### Cine
- Happy Gilmore 2 (2025) - Billy Jenkins
- Parpadea dos veces (2024) - Tom
- Somebody I Used to Know (2023)[8]
- Extremely Wicked, Shockingly Evil and Vile (2019)[9]
- Izzy Gets the F*ck Across Town (2017)
- Almost Friends (2017)
- Me Him Her (2015)
- Entourage (2015) - Travis McCredle
- Yoga Hosers (2015) - Adrien Arcand
- Sex Ed (2014) - Ed Cole
- Tusk (2014) - Teddy Craft
- I'll Follow You Down (2013)
- Sassy Pants (2012) - Chip Hardy
- Truth & Treason (2011)
- Montana Amazon (2010)
- Home of the Giants (2007) - Robert "Gar" Gartland
- Secondhand Lions (2003) - Walter Caldwell
- El jorobado de Notre Dame 2: El secreto de la campana - Zephyr
- The Country Bears (2002) - Beary
- Contact Artificial (2002)
- A.I. Inteligencia artificial (A.I. - Artificial Intelligence) (2001) - David
- Hijos de un mismo dios (2001) - Romek
- Pay It Forward (Cadena de favores) (2000) - Trevor McKinney.
- The Sixth Sense (Sexto Sentido) (1999) - Cole Sear.
- I'll Remember April (Soldados de papel) (1999) - Peewee Clayton
- The Lake (1998) - Dylan Hydecker
- Bogus (1996) - Albert Franklin
- The Rescue of a Large Redhead (1996)
- For Better or Worse (1996) - Danny
- Forrest Gump (1994) - Forrest Gump Jr.
- Mixed Nuts (1994)
- Long live KKK (1993)
- Grandma Twins (1992)

### Televisión
- Wednesday (2025)
- The Boys (2019)
- Expediente X (2018)
- Future Man (2017)
- Teachers (2017)
- Silicon Valley (2017)
- Ally McBeal (1999)
- Cab To Canada (1998)
- Walker Texas Ranger  (1998)
- The Lake (1998)
- Last Stand at Saber River (1997)
- Ransom of Red Chief (1996)
- The Jeff Foxworthy Show (1995)
- Deadly Lessons: The Story of Laurie Kellogg (1994)

### Voz
- Hey Arnold! (1999) (serie animada de televisión), Curly en el episodio "Deconstructing Arnold"
- Kingdom Hearts (2002) (videojuego), Sora
- El jorobado de Notre Dame 2 (2002), Zephyr
- El libro de la selva 2 (2003) (película original de Disney Channel), Mowgli
- Kingdom Hearts II (2006) (videojuego), Sora
- Kingdom Hearts Re: Chain of Memories (2008) (videojuego), Sora
- Kingdom Hearts 358/2 Days (2009) (videojuego), Sora
- Kingdom Hearts Birth by Sleep (2010) (videojuego), Sora / Vanitas
- Kingdom Hearts Re:coded (2011) (videojuego), Sora
- Kingdom Hearts 3D: Dream Drop Distance (2012) (videojuego), Sora
- Kingdom Hearts HD 2.8 Final Chapter Prologue (2017) (videojuego), Sora
- Kingdom Hearts III (2019) (videojuego), Sora / Vanitas

Haley Joel Osment también ha hecho algunas voces secundarias en al menos tres episodios de la serie animada televisiva Padre de familia.

## Premios y distinciones
Premios Óscar
| Año  | Categoría              | Película        | Resultado |
| ---- | ---------------------- | --------------- | --------- |
| 2000 | Mejor actor de reparto | The Sixth Sense | Candidato |

Globo de Oro
| Año  | Categoría              | Película        | Resultado |
| ---- | ---------------------- | --------------- | --------- |
| 1999 | Mejor actor de reparto | The Sixth Sense | Candidato |

Premios del Sindicato de Actores
| Año  | Categoría              | Película        | Resultado |
| ---- | ---------------------- | --------------- | --------- |
| 1999 | Mejor actor de reparto | The Sixth Sense | Candidato |